# Kościół Macierzyństwa Najświętszej Maryi Panny w Kłodzku
Kościół Macierzyństwa Najświętszej Maryi Panny – rzymskokatolicki kościół filialny należący do parafii Podwyższenia Krzyża Świętego w Kłodzku. Znajduje się w dzielnicy Kłodzka – Zagórzu.

## Historia i architektura

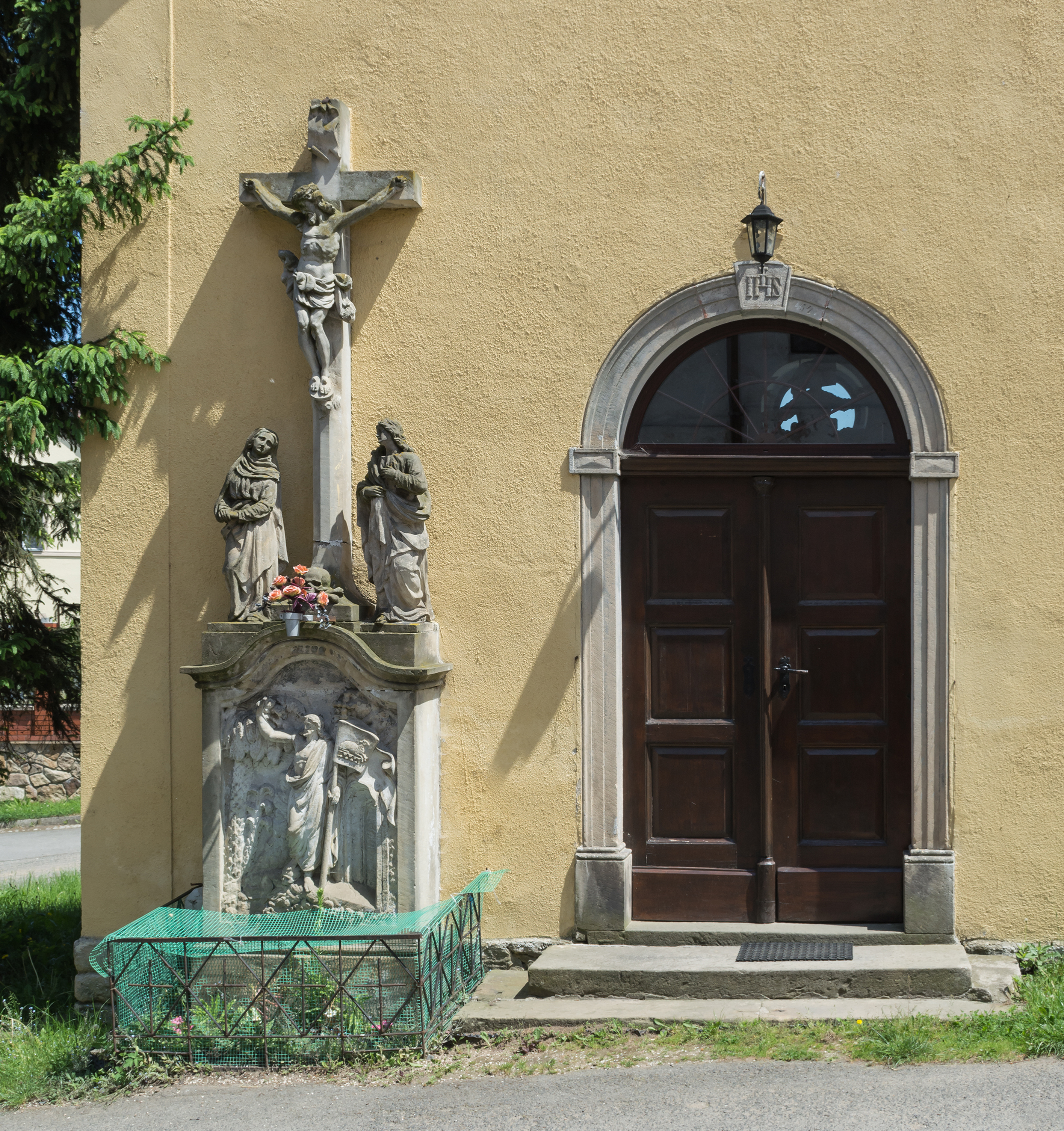
Wejście do kościoła

Świątynia została wybudowana w 1854 roku. Jest to skromny kościół salowy, reprezentujący styl neobarokowy i nakryty dachem dwuspadowym z sygnaturką. Obok wejścia do kościoła znajduje się grupa figuralna Ukrzyżowanie. W 2013 roku została wykonana nowa elewacja budowli.